# Спитальери де Чессоле, Иларион
Жозеф Ансельм Иларион Спитальери де Чессоле (фр. Joseph Anselme Hilarion итал. Spitalieri de Cessole; 17 декабря 1776, Ницца — 11 октября 1845, Ницца) — аристократ и государственный деятель Сардинского королевства.
Родился через год после того, как его дед, Франсуа Оноре Спитальери (фр. François-Honoré Spitalieri; 1720—1792) был возведён в графское достоинство, получив Чессоле в качестве наследственного владения. По матери приходился внуком маркизу Жану Пьеру Франсуа де Рипер-Монклару, известному юристу.
Изучал право в Сиенском университете. С 1815 года работал в Морском управлении Ниццы, с 1822 года возглавлял его, отстаивая права города как свободного порта, исключительно важные для городской экономики. С 1831 года и до конца жизни был председателем сената Ниццы и одновременно главой городского Управления по делам здоровья (возглавив, таким образом, борьбу с эпидемией холеры в 1835 году). В 1838 году обратился к центральному сардинскому правительству с докладом «Соображения о свободном порте Ниццы» (фр. Réflexions sur le Port-Franc de Nice), пытаясь предотвратить ликвидацию соответствующих прав города (всё же случившуюся уже после его смерти).
Был активным участником организации в 1806 году Филармонического общества Ниццы и в дальнейшем также патронировал музыкальную жизнь города (организовав, в частности, гастроли Никколо Паганини в 1836 году).
Брат Эжен (1785—1864) был заметным в Ницце религиозным деятелем и благотворителем, крёстным отцом сына Илариона Спитальери де Чессоле, также Эжена, известного коллекционера.